# Amami-Inseln
Die Amami-Inseln (jap. 奄美群島, Amami-guntō, auch 奄美諸島, Amami-shotō) sind ein Teil der Ryūkyū-Inseln beziehungsweise der Nansei-Inseln, welche seit 1970 als politische Region existieren.

## Geographie
Die Amami-Inseln liegen zwischen den Tokara-Inseln und den Okinawa-Inseln. Sie gehören zur Präfektur Kagoshima. Auf der größten Insel Amami-Ōshima liegt die kreisfreie Stadt Amami. Die restlichen Gemeinden sind Teil des Landkreises Ōshima.

### Inseln
Im Einzelnen gehören zu der Inselgruppe von Norden nach Süden sortiert folgende Inseln, ausgenommen kleinere Felsen:
| Name                   | Japanischer Name | Gemeinden                              | Einwohner (2020 / Reiwa 2) | Fläche [km²] |
| ---------------------- | ---------------- | -------------------------------------- | -------------------------- | ------------ |
| Amami-Ōshima           | 奄美大島         | Amami, Tatsugō, Yamato, Uken, Setouchi | 57.511                     | 712,82       |
| Edateku-jima           | 枝手久島         | Uken                                   | 0                          | 5,81         |
| Kikaijima/Kikaigashima | 喜界島           | Kikai                                  | 6.629                      | 56,94        |
| Kakeroma-jima          | 加計呂麻島       | Setouchi                               | 1.080                      | 77,39        |
| Eniyabarejima          | 江仁屋離島       | Setouchi                               | 0                          | 0,31         |
| Sukomobanare           | 須子茂島         | Setouchi                               | 0                          | 0,94         |
| Yoroshima              | 与路島           | Setouchi                               | 70                         | 9,35         |
| Ukeshima               | 請島             | Setouchi                               | 77                         | 13,34        |
| Kiyama-jima            | 木山島           | Setouchi                               | 0                          | 0,34         |
| Hanmya-jima            | ハンミャ島       | Setouchi                               | 0                          | 0,13         |
| Tokunoshima            | 徳之島           | Amagi, Tokunoshima, Isen               | 21.803                     | 247,92       |
| Okinoerabu-jima        | 沖永良部島       | Wadomari, China                        | 11.996                     | 93,68        |
| Yoronjima              | 与論島           | Yoron                                  | 5.115                      | 20,49        |

### Klima
|                        | Jan  | Feb  | Mär   | Apr   | Mai   | Jun   | Jul   | Aug   | Sep   | Okt   | Nov   | Dez  |   |         |
| Mittl. Temperatur (°C) | 16,8 | 17,3 | 18,3  | 20,6  | 23,3  | 26,3  | 28,7  | 28,9  | 27,8  | 25,4  | 22,2  | 18,6 | ⌀ | 22,9    |
| Mittl. Tagesmax. (°C)  | 19,1 | 19,8 | 21,1  | 23,3  | 26,0  | 28,8  | 31,5  | 31,8  | 30,7  | 27,9  | 24,6  | 20,9 | ⌀ | 25,5    |
| Rekordmaximum (°C)     | 25,8 | 26,3 | 27,4  | 29,3  | 30,8  | 32,6  | 34,3  | 34,9  | 34,2  | 32,4  | 29,6  | 27,5 | ᐃ | 0       |
| Mittl. Tagesmin. (°C)  | 14,3 | 14,9 | 15,9  | 18,2  | 21,2  | 24,5  | 26,7  | 26,7  | 25,6  | 23,4  | 20,2  | 16,3 | ⌀ | 20,7    |
| Rekordminimum (°C)     | 5,4  | 6,8  | 6,5   | 11,2  | 14,5  | 17,4  | 22,7  | 22,0  | 19,1  | 17,1  | 11,2  | 7,9  | ᐁ | 0       |
|                        |      |      |       |       |       |       |       |       |       |       |       |      |   |         |
| Niederschlag (mm)      | 86,4 | 98,9 | 140,9 | 144,0 | 208,6 | 266,3 | 165,9 | 142,8 | 191,1 | 174,8 | 124,4 | 91,6 | Σ | 1.835,7 |

| 14,3 |

| 14,9 |

| 15,9 |

| 18,2 |

| 21,2 |

| 24,5 |

| 26,7 |

| 26,7 |

| 25,6 |

| 23,4 |

| 20,2 |

| 16,3 |

| 14,3 |

| 14,9 |

| 15,9 |

| 18,2 |

| 21,2 |

| 24,5 |

| 26,7 |

| 26,7 |

| 25,6 |

| 23,4 |

| 20,2 |

| 16,3 |

## Geschichte
Von 1945 bis 1953 stand die Inselgruppe unter amerikanischer Besatzung.

## Sprache und Kultur

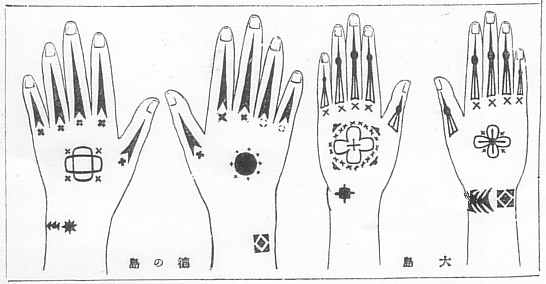
Zeichnung von Hajichi der Amami-Inseln, darunter rechts Amami-Ōshima

Die von den Bewohnern gesprochene Amami-Sprache gehört zu den Ryūkyū-Sprachen. Zur Zeit des Königreichs Ryūkyū tätowierten Frauen der Ryūkyū- und darunter Amami-Inseln ihre Hände mit Hajichi. Dabei hatten die einzelnen Inseln jeweils ihre eigenen Motive. Die seit dem 16. Jahrhundert existierende Tradition wurde jedoch 1899 unter der japanischen Meiji-Regierung verboten und verschwand mit der Zeit.

## Flora und Fauna

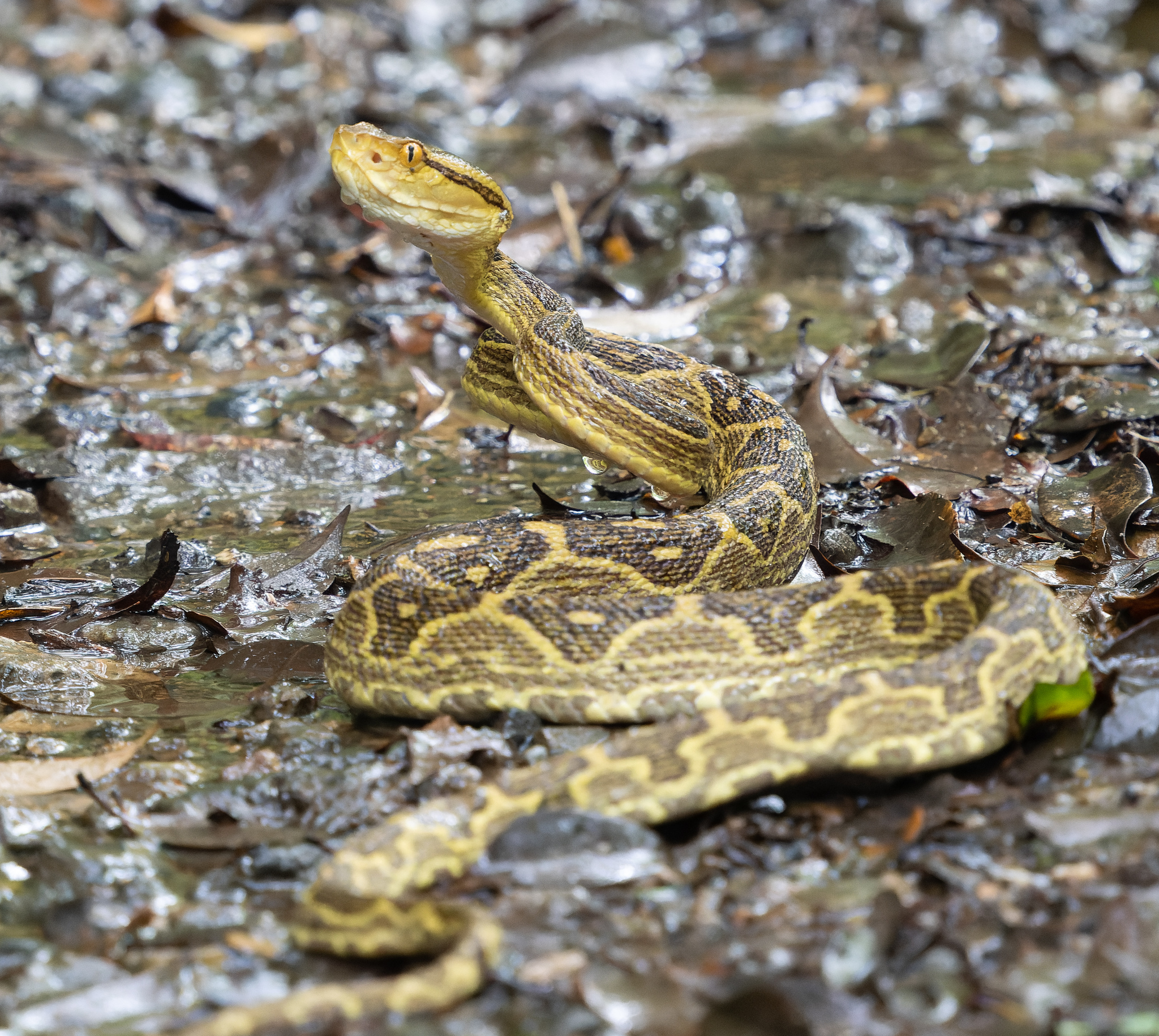
Eine Habuschlange auf Amami-Ōshima

Zum 7. März 2017 wurden 42.181 ha der Inseln und 33.082 ha des Meeresgebiets dem neu eingerichteten Amamiguntō-Nationalpark zugeordnet.
Im Mai bis Juni blüht die Lilienart Lilium ukeyuri, die auf den Amami-Inseln Ukeshima, Yoroshima, Kakeroma-jima, Amami-Ōshima und Tokunoshima verbreitet ist. Die nach Ukeshima benannte Art gilt als vom Aussterben bedroht.
Zu den endemischen Tierarten der Inselgruppe gehört das Ryukyu-Kaninchen (Pentalagus furnessi), welches auf den beiden Inseln Amami-Ōshima und Tokunoshima verbreitet ist. Es wird als stark gefährdet eingestuft. Vorkommende Reptilien sind beispielsweise die Geckoart Gekko vertebralis und die als gefährdet eingestufte Skinkart Plestiodon barbouri. Zudem sind die jeweils als potentiell gefährdet eingestuften Schlangenarten Sinomicrurus japonicus und Achalinus werneri sowie die giftige Habuschlange verbreitet. Zu den endemischen Froscharten der Amami-Inseln zählen Odorrana amamiensis, Odorrana splendida und Babina subaspera. Alle drei werden von der IUCN als stark gefährdet eingestuft.
Darüber hinaus weist BirdLife International die Inselgruppe als Important Bird Area aus. Zu den endemischen Vogelarten zählt der Prachthäher (Garrulus lidthi) aus der Gattung Garrulus, welcher der Präfekturvogel von Kagoshima ist. Er wird als gefährdet eingestuft. Seine Nahrung sind Baumfrüchte wie Eicheln, beispielsweise von Quercus glauca und Castanopsis cuspidate. Ebenfalls endemisch und als gefährdet eingestuft ist die Amami-Waldschnepfe (Scolopax mira). Die auf den Ryūkyū- und Daitō-Inseln vorkommende Schmuck-Zwergohreule (Otus elegans) wird dagegen als potentiell gefährdet eingestuft, wie auch die Amami-Erddrossel (Zoothera major) und die Samtkehlnachtigall (Larvivora komadori).

## Verkehr
Die Flughäfen der Amami-Inseln umfassen von Norden nach Süden den Flughafen Amami auf der Hauptinsel Amami-Ōshima, den Flughafen Kikai auf Kikaijima, den Flughafen Okinoerabu auf Okinoerabu-jima und den Flughafen Yoron auf Yoronshima.

## Persönlichkeiten
- Tajima Nabi (1900–2018), Altersrekordlerin